# NGC 4239
NGC 4239 is een elliptisch sterrenstelsel in het sterrenbeeld Hoofdhaar. Het hemelobject werd in 1885 ontdekt door de Deense astronoom Carl Frederick Pechüle.

## Synoniemen
- UGC 7316
- MCG 3-31-92
- ZWG 98.129
- PGC 39398